# The Pilgrimage
The Pilgrimage è un cortometraggio muto del 1912. Il nome del regista non viene riportato nei titoli del film: il soggetto è tratto dal poema di Heinrich Heine.
Distribuito in sala dalla General Film Company il 17 maggio 1912, il film - un cortometraggio in una bobina - era interpretato da Tom Moore e da Lottie Pickford.

## Produzione
Il film venne prodotto dalla Kalem Company.

## Distribuzione
Distribuito nelle sale cinematografiche USA dalla General Film Company il 17 maggio 1912.